# Carrasco Norte
Carrasco Norte és un barri del sud-est de Montevideo, Uruguai. Limita amb Las Canteras a l'oest, amb Bañados de Carrasco al nord, amb Paso Carrasco (departament de Canelones) al nord i nord-est, amb Carrasco al sud, i amb Punta Gorda al sud-oest.
És una zona residencial propera a la costa. Té nombrosos parcs naturals i habitatges separats de la vida urbana de Montevideo.